# Campeonato Brasileiro de Futebol de 1976
O Campeonato Brasileiro de Futebol de 1976, originalmente denominado Copa Brasil pela CBD, foi a 21.ª edição do Brasileirão. A competição decorreu de 29 de agosto até 12 de dezembro deste ano, e teve o Internacional como bicampeão ao vencer o Corinthians na final por 2 a 0, com 19 vitórias, 1 empate e 3 derrotas, 59 gols a favor e 13 contra, 54 pontos no total, 13 de vantagem sobre o segundo clube que mais pontuou, obtendo 84% de aproveitamento, a melhor campanha da história dos Campeonatos Brasileiros após 1971, pelo menos. Atlético Mineiro e Fluminense foram os outros semifinalistas.
Dirigido pelo técnico Rubens Minelli, o Internacional tinha nomes no elenco como Manga, Marinho Peres, Caçapava, Batista, Paulo César Carpegiani, Falcão, Valdomiro, Dario e Lula, todos com passagem pela Seleção Brasileira em algum momento de suas carreiras, além do chileno Figueroa na zaga. Dario foi o artilheiro da competição com 16 gols. Em relação ao time campeão brasileiro de 1975, as principais modificações foram as chegadas de Marinho Peres e Dario, nos lugares de Hermínio e Flávio Minuano.
A influência da política militar acrescentou mais doze clubes ao já inchado Campeonato Brasileiro, que passou a contar com 54 equipes.
Manteve-se o critério de pontuação diferenciada, ou seja, dois pontos para vitória simples e três pontos para vitória com diferença maior ou igual a dois gols.

## Participantes
| Equipe                 | Cidade                | Estado | Título(s)                                  |
| ---------------------- | --------------------- | ------ | ------------------------------------------ |
| ABC                    | Natal                 | RN     | 0 (não possui)                             |
| America                | Rio de Janeiro        | RJ     | 0 (não possui)                             |
| América de Natal       | Natal                 | RN     | 0 (não possui)                             |
| América Mineiro        | Belo Horizonte        | MG     | 0 (não possui)                             |
| Americano              | Campos dos Goytacazes | RJ     | 0 (não possui)                             |
| Atlético Mineiro       | Belo Horizonte        | MG     | 2 (1937, 1971)                             |
| Atlético Paranaense    | Curitiba              | PR     | 0 (não possui)                             |
| Avaí                   | Florianópolis         | SC     | 0 (não possui)                             |
| Bahia                  | Salvador              | BA     | 1 (1959)                                   |
| Botafogo               | Rio de Janeiro        | RJ     | 1 (1968)                                   |
| Botafogo-PB            | João Pessoa           | PB     | 0 (não possui)                             |
| Botafogo-SP            | Ribeirão Preto        | SP     | 0 (não possui)                             |
| Caxias                 | Caxias do Sul         | RS     | 0 (não possui)                             |
| Ceará                  | Fortaleza             | CE     | 0 (não possui)                             |
| Comercial-MS           | Campo Grande          | MT     | 0 (não possui)                             |
| Confiança              | Aracaju               | SE     | 0 (não possui)                             |
| Corinthians            | São Paulo             | SP     | 0 (não possui)                             |
| Coritiba               | Curitiba              | PR     | 0 (não possui)                             |
| CRB                    | Maceió                | AL     | 0 (não possui)                             |
| Cruzeiro               | Belo Horizonte        | MG     | 1 (1966)                                   |
| CSA                    | Maceió                | AL     | 0 (não possui)                             |
| Desportiva Ferroviária | Cariacica             | ES     | 0 (não possui)                             |
| Figueirense            | Florianópolis         | SC     | 0 (não possui)                             |
| Flamengo               | Rio de Janeiro        | RJ     | 0 (não possui)                             |
| Flamengo-PI            | Teresina              | PI     | 0 (não possui)                             |
| Fluminense             | Rio de Janeiro        | RJ     | 1 (1970)                                   |
| Fluminense de Feira    | Feira de Santana      | BA     | 0 (não possui)                             |
| Fortaleza              | Fortaleza             | CE     | 0 (não possui)                             |
| Goiânia                | Goiânia               | GO     | 0 (não possui)                             |
| Goiás                  | Goiânia               | GO     | 0 (não possui)                             |
| Grêmio                 | Porto Alegre          | RS     | 0 (não possui)                             |
| Guarani                | Campinas              | SP     | 0 (não possui)                             |
| Internacional          | Porto Alegre          | RS     | 1 (1975)                                   |
| Londrina               | Londrina              | PR     | 0 (não possui)                             |
| Mixto                  | Cuiabá                | MT     | 0 (não possui)                             |
| Nacional-AM            | Manaus                | AM     | 0 (não possui)                             |
| Náutico                | Recife                | PE     | 0 (não possui)                             |
| Palmeiras              | São Paulo             | SP     | 6 (1960, 1967, 1967 RGP, 1969, 1972, 1973) |
| Paysandu               | Belém                 | PA     | 0 (não possui)                             |
| Ponte Preta            | Campinas              | SP     | 0 (não possui)                             |
| Portuguesa             | São Paulo             | SP     | 0 (não possui)                             |
| Remo                   | Belém                 | PA     | 0 (não possui)                             |
| Rio Branco-ES          | Vitória               | ES     | 0 (não possui)                             |
| Rio Negro-AM           | Manaus                | AM     | 0 (não possui)                             |
| Sampaio Corrêa         | São Luís              | MA     | 0 (não possui)                             |
| Santa Cruz             | Recife                | PE     | 0 (não possui)                             |
| Santos                 | Santos                | SP     | 6 (1961, 1962, 1963, 1964, 1965, 1968 RGP) |
| São Paulo              | São Paulo             | SP     | 0 (não possui)                             |
| Sport                  | Recife                | PE     | 0 (não possui)                             |
| Treze                  | Campina Grande        | PB     | 0 (não possui)                             |
| Uberaba                | Uberaba               | MG     | 0 (não possui)                             |
| Vasco da Gama          | Rio de Janeiro        | RJ     | 1 (1974)                                   |
| Vitória                | Salvador              | BA     | 0 (não possui)                             |
| Volta Redonda          | Volta Redonda         | RJ     | 0 (não possui)                             |

## Fórmula de disputa
Primeira Fase: Seis chaves, em turno único, com nove clubes em cada; classificando para a segunda fase os quatro primeiros colocados de cada chave, sendo que os demais clubes classificavam-se para a repescagem.
Repescagem: Seis chaves, sendo cinco clubes em cada, disputando em turno único. Classificando para a terceira fase os campeões de cada chave.
Segunda Fase: Quatro chaves de seis clubes em cada. Turno único e classificando para a terceira fase os três primeiros colocados de cada chave.
Terceira Fase: Duas chaves com nove clubes em cada. Turno único, com o campeão e o vice de cada chave classificando-se para a semifinal.
Semifinal: Um jogo apenas em cada semifinal, sendo mandantes os clubes que tivessem a melhor campanha na Terceira Fase. Em caso de empate, cada semifinal seria decidida por prorrogação e, mantido o empate, por cobranças de pênaltis.
Final Jogo único. Mando de campo favorecendo o clube com melhor campanha. Havendo empate, prorrogação e pênaltis.

## Primeira fase
- Ranking do top 4 de cada grupo da Segunda fase, as equipes restantes disputando uma reclassificação..

### Grupo A
| Pos | Equipe                 | Pts | PJ | V | E | D | GF | GC | SG  |
| --- | ---------------------- | --- | -- | - | - | - | -- | -- | --- |
| 1.  | Internacional          | 20  | 8  | 7 | 0 | 1 | 25 | 5  | +20 |
| 2.  | Grêmio                 | 16  | 8  | 5 | 2 | 1 | 14 | 5  | +9  |
| 3.  | Santos                 | 12  | 8  | 4 | 3 | 1 | 9  | 5  | +4  |
| 4.  | Palmeiras              | 11  | 8  | 4 | 2 | 2 | 7  | 2  | +5  |
| 5.  | Caxias                 | 11  | 8  | 4 | 1 | 3 | 8  | 5  | +3  |
| 6.  | Avaí                   | 6   | 8  | 2 | 1 | 5 | 5  | 11 | –6  |
| 7.  | Desportiva Ferroviária | 5   | 8  | 2 | 1 | 5 | 5  | 14 | –9  |
| 8.  | Figueirense            | 5   | 8  | 2 | 1 | 5 | 3  | 17 | –14 |
| 9.  | Rio Branco-ES          | 1   | 8  | 0 | 1 | 7 | 3  | 15 | –12 |

### Grupo B
| Pos | Equipe              | Pts | PJ | V | E | D | GF | GC | SG |
| --- | ------------------- | --- | -- | - | - | - | -- | -- | -- |
| 1.  | Botafogo-SP         | 12  | 8  | 4 | 2 | 2 | 9  | 5  | +4 |
| 2.  | Coritiba            | 11  | 8  | 4 | 2 | 2 | 9  | 7  | +2 |
| 3.  | Atlético Paranaense | 11  | 8  | 3 | 3 | 2 | 8  | 4  | +4 |
| 4.  | São Paulo           | 11  | 8  | 3 | 3 | 2 | 8  | 5  | +3 |
| 5.  | Cruzeiro            | 11  | 8  | 3 | 4 | 1 | 9  | 6  | +3 |
| 6.  | Londrina            | 7   | 8  | 2 | 3 | 3 | 5  | 8  | –3 |
| 7.  | Confiança           | 7   | 8  | 2 | 3 | 3 | 6  | 10 | –4 |
| 8.  | Portuguesa          | 6   | 8  | 1 | 3 | 4 | 6  | 9  | –3 |
| 9.  | Uberaba             | 5   | 8  | 1 | 3 | 4 | 4  | 10 | –6 |

### Grupo C
| Pos | Equipe       | Pts | PJ | V | E | D | GF | GC | SG |
| --- | ------------ | --- | -- | - | - | - | -- | -- | -- |
| 1.  | Corinthians  | 16  | 8  | 5 | 3 | 0 | 12 | 3  | +9 |
| 2.  | Fortaleza    | 13  | 8  | 4 | 3 | 1 | 12 | 5  | +7 |
| 3.  | Guarani      | 12  | 8  | 2 | 6 | 0 | 7  | 2  | +5 |
| 4.  | Remo         | 11  | 8  | 3 | 2 | 3 | 10 | 8  | +2 |
| 5.  | Nacional-AM  | 9   | 8  | 3 | 3 | 2 | 6  | 8  | –2 |
| 6.  | Ponte Preta  | 8   | 8  | 1 | 5 | 2 | 6  | 7  | –1 |
| 7.  | Paysandu     | 7   | 8  | 2 | 2 | 4 | 7  | 14 | –7 |
| 8.  | Rio Negro-AM | 6   | 8  | 1 | 3 | 4 | 6  | 11 | –5 |
| 9.  | Ceará        | 3   | 8  | 0 | 3 | 5 | 2  | 10 | –8 |

### Grupo D
| Pos | Equipe           | Pts | PJ | V | E | D | GF | GC | SG  |
| --- | ---------------- | --- | -- | - | - | - | -- | -- | --- |
| 1.  | Atlético Mineiro | 15  | 8  | 5 | 2 | 1 | 15 | 7  | +8  |
| 2.  | America          | 13  | 8  | 4 | 3 | 1 | 9  | 4  | +5  |
| 3.  | Goiás            | 11  | 8  | 4 | 2 | 2 | 11 | 7  | +4  |
| 4.  | Operário-MS      | 11  | 8  | 2 | 6 | 0 | 11 | 8  | +3  |
| 5.  | Vasco da Gama    | 9   | 8  | 4 | 0 | 4 | 9  | 11 | -2  |
| 6.  | Mixto            | 7   | 8  | 2 | 2 | 4 | 10 | 11 | -1  |
| 7.  | Americano        | 7   | 8  | 2 | 3 | 3 | 8  | 10 | -2  |
| 8.  | América Mineiro  | 5   | 8  | 1 | 2 | 5 | 8  | 9  | -1  |
| 9.  | Goiânia          | 4   | 8  | 1 | 2 | 5 | 9  | 23 | -14 |

### Grupo E
| Pos | Equipe              | Pts | PJ | V | E | D | GF | GC | SG  |
| --- | ------------------- | --- | -- | - | - | - | -- | -- | --- |
| 1.  | Vitória             | 16  | 8  | 5 | 2 | 1 | 11 | 3  | +8  |
| 2.  | Bahia               | 15  | 8  | 4 | 4 | 0 | 11 | 2  | +9  |
| 3.  | Botafogo            | 14  | 8  | 4 | 3 | 1 | 14 | 7  | +7  |
| 4.  | Fluminense          | 13  | 8  | 4 | 2 | 2 | 13 | 6  | +7  |
| 5.  | Botafogo-PB         | 10  | 8  | 3 | 3 | 2 | 6  | 6  | 0   |
| 6.  | CSA                 | 8   | 8  | 2 | 4 | 2 | 10 | 11 | -1  |
| 7.  | CRB                 | 6   | 8  | 2 | 1 | 5 | 5  | 14 | -9  |
| 8.  | Fluminense de Feira | 4   | 8  | 1 | 1 | 6 | 6  | 14 | -8  |
| 9.  | Treze               | 2   | 8  | 1 | 0 | 7 | 6  | 19 | -13 |

### Grupo F
| Pos | Equipe           | Pts | PJ | V | E | D | GF | GC | SG  |
| --- | ---------------- | --- | -- | - | - | - | -- | -- | --- |
| 1.  | Flamengo         | 18  | 8  | 6 | 1 | 1 | 24 | 5  | +19 |
| 2.  | Santa Cruz       | 15  | 8  | 5 | 2 | 1 | 12 | 5  | +7  |
| 3.  | Sport            | 12  | 8  | 5 | 1 | 2 | 8  | 5  | +3  |
| 4.  | América de Natal | 10  | 8  | 2 | 5 | 1 | 6  | 4  | +2  |
| 5.  | Volta Redonda    | 9   | 8  | 2 | 4 | 2 | 9  | 10 | -1  |
| 6.  | Náutico          | 7   | 8  | 2 | 2 | 4 | 8  | 10 | -2  |
| 7.  | Flamengo-PI      | 6   | 8  | 1 | 4 | 3 | 7  | 11 | -4  |
| 8.  | ABC              | 4   | 8  | 0 | 4 | 4 | 5  | 12 | -7  |
| 9.  | Sampaio Corrêa   | 3   | 8  | 0 | 3 | 5 | 5  | 22 | -17 |

## Segunda Fase
- Ranking do top 3 dos grupos G, H, I, J, mais as equipes vencedoras dos grupos de reclassificação.

### Grupo G
| Pos | Equipe           | Pts | PJ | V | E | D | GF | GC | SG  |
| --- | ---------------- | --- | -- | - | - | - | -- | -- | --- |
| 1.  | Internacional    | 13  | 5  | 4 | 1 | 0 | 11 | 1  | +10 |
| 2.  | Botafogo-SP      | 8   | 5  | 2 | 2 | 1 | 9  | 6  | +3  |
| 3.  | Fluminense       | 6   | 5  | 2 | 1 | 2 | 7  | 6  | +1  |
| 4.  | Fortaleza        | 4   | 5  | 1 | 2 | 2 | 5  | 8  | -3  |
| 5.  | Goiás            | 3   | 5  | 0 | 3 | 2 | 2  | 9  | -7  |
| 6.  | América de Natal | 3   | 5  | 1 | 1 | 3 | 4  | 8  | -4  |

### Grupo H
| Pos | Equipe      | Pts | PJ | V | E | D | GF | GC | SG |
| --- | ----------- | --- | -- | - | - | - | -- | -- | -- |
| 1.  | Grêmio      | 10  | 5  | 4 | 1 | 0 | 7  | 1  | +6 |
| 2.  | Coritiba    | 8   | 5  | 3 | 1 | 1 | 5  | 2  | +3 |
| 3.  | Corinthians | 7   | 5  | 3 | 0 | 2 | 6  | 6  | 0  |
| 4.  | Operário-MS | 6   | 5  | 2 | 0 | 3 | 5  | 5  | 0  |
| 5.  | Botafogo    | 4   | 5  | 2 | 0 | 3 | 3  | 6  | -3 |
| 6.  | Sport       | 0   | 5  | 0 | 0 | 5 | 0  | 6  | -6 |

### Grupo I
| Pos | Equipe              | Pts | PJ | V | E | D | GF | GC | SG |
| --- | ------------------- | --- | -- | - | - | - | -- | -- | -- |
| 1.  | Bahia               | 9   | 5  | 3 | 1 | 1 | 8  | 3  | +5 |
| 2.  | Atlético Mineiro    | 8   | 5  | 2 | 3 | 0 | 11 | 5  | +6 |
| 3.  | Santa Cruz          | 6   | 5  | 2 | 1 | 2 | 6  | 7  | -1 |
| 4.  | Santos              | 6   | 5  | 2 | 2 | 1 | 5  | 5  | 0  |
| 5.  | Atlético Paranaense | 3   | 5  | 1 | 1 | 3 | 3  | 9  | -6 |
| 6.  | Remo                | 2   | 5  | 0 | 2 | 3 | 5  | 9  | -4 |

### Grupo J
| Pos | Equipe    | Pts | PJ | V | E | D | GF | GC | SG  |
| --- | --------- | --- | -- | - | - | - | -- | -- | --- |
| 1.  | Palmeiras | 11  | 5  | 4 | 1 | 0 | 7  | 1  | +6  |
| 2.  | Flamengo  | 10  | 5  | 4 | 0 | 1 | 10 | 3  | +7  |
| 3.  | Guarani   | 8   | 5  | 3 | 0 | 2 | 11 | 6  | +5  |
| 4.  | América   | 5   | 5  | 1 | 2 | 2 | 5  | 8  | -3  |
| 5.  | São Paulo | 4   | 5  | 1 | 1 | 3 | 7  | 8  | -1  |
| 6.  | Vitória   | 0   | 5  | 0 | 0 | 5 | 2  | 16 | -14 |

### Grupo K - Reclassificação
| Pos | Equipe                 | Pts | PJ | V | E | D | GF | GC | SG |
| --- | ---------------------- | --- | -- | - | - | - | -- | -- | -- |
| 1.  | Caxias                 | 6   | 4  | 1 | 3 | 0 | 5  | 1  | +4 |
| 2.  | Avaí                   | 6   | 4  | 2 | 2 | 0 | 2  | 0  | +2 |
| 3.  | Rio Branco-ES          | 6   | 4  | 2 | 2 | 0 | 2  | 0  | +2 |
| 4.  | Figueirense            | 3   | 4  | 1 | 0 | 3 | 4  | 8  | -4 |
| 5.  | Desportiva Ferroviária | 1   | 4  | 0 | 1 | 3 | 1  | 5  | -4 |

### Grupo L - Reclassificação
| Pos | Equipe     | Pts | PJ | V | E | D | GF | GC | SG |
| --- | ---------- | --- | -- | - | - | - | -- | -- | -- |
| 1.  | Portuguesa | 9   | 4  | 3 | 1 | 0 | 9  | 2  | +7 |
| 2.  | Cruzeiro   | 8   | 4  | 3 | 1 | 0 | 6  | 1  | +5 |
| 3.  | Uberaba    | 4   | 4  | 2 | 0 | 2 | 3  | 3  | 0  |
| 4.  | Confiança  | 2   | 4  | 1 | 0 | 3 | 2  | 9  | -7 |
| 5.  | Londrina   | 0   | 4  | 0 | 0 | 4 | 3  | 8  | -5 |

### Grupo M - Reclassificação
| Pos | Equipe      | Pts | PJ | V | E | D | GF | GC | SG |
| --- | ----------- | --- | -- | - | - | - | -- | -- | -- |
| 1.  | Ponte Preta | 7   | 4  | 2 | 1 | 1 | 10 | 3  | +7 |
| 2.  | Paysandu    | 6   | 4  | 2 | 1 | 1 | 5  | 5  | 0  |
| 3.  | Rio Negro   | 4   | 4  | 1 | 2 | 1 | 2  | 3  | -1 |
| 4.  | Ceará       | 4   | 4  | 1 | 2 | 1 | 3  | 3  | 0  |
| 5.  | Nacional-AM | 2   | 4  | 0 | 2 | 2 | 3  | 9  | -6 |

### Grupo N - Reclassificação
| Pos | Equipe          | Pts | PJ | V | E | D | GF | GC | SG |
| --- | --------------- | --- | -- | - | - | - | -- | -- | -- |
| 1.  | Vasco da Gama   | 8   | 4  | 3 | 1 | 0 | 9  | 5  | +4 |
| 2.  | Mixto           | 8   | 4  | 3 | 0 | 1 | 8  | 3  | +5 |
| 3.  | Goiânia         | 4   | 4  | 1 | 1 | 2 | 6  | 8  | -2 |
| 4.  | Americano       | 3   | 4  | 1 | 0 | 3 | 7  | 8  | -1 |
| 5.  | América Mineiro | 2   | 4  | 1 | 0 | 3 | 4  | 10 | -6 |

### Grupo O - Reclassificação
| Pos | Equipe              | Pts | PJ | V | E | D | GF | GC | SG |
| --- | ------------------- | --- | -- | - | - | - | -- | -- | -- |
| 1.  | CRB                 | 7   | 4  | 2 | 2 | 0 | 6  | 3  | +3 |
| 2.  | Botafogo-PB         | 6   | 4  | 2 | 1 | 1 | 10 | 8  | +2 |
| 3.  | Fluminense de Feira | 4   | 4  | 1 | 2 | 1 | 4  | 4  | 0  |
| 4.  | Treze               | 4   | 4  | 2 | 0 | 2 | 3  | 4  | -1 |
| 5.  | CSA                 | 1   | 4  | 0 | 1 | 3 | 4  | 8  | -4 |

### Grupo P - Reclassificação
| Pos | Equipe         | Pts | PJ | V | E | D | GF | GC | SG |
| --- | -------------- | --- | -- | - | - | - | -- | -- | -- |
| 1.  | Náutico        | 7   | 4  | 2 | 2 | 0 | 6  | 1  | +5 |
| 2.  | Sampaio Corrêa | 6   | 4  | 2 | 0 | 2 | 5  | 7  | -2 |
| 3.  | Flamengo-PI    | 5   | 4  | 1 | 2 | 1 | 3  | 5  | -2 |
| 4.  | Volta Redonda  | 4   | 4  | 1 | 2 | 1 | 2  | 3  | -1 |
| 5.  | ABC            | 2   | 4  | 1 | 0 | 3 | 6  | 6  | 0  |

## Terceira fase
- Classificando os 2 primeiros de cada grupo para as finais.

### Grupo Q
| Pos. | Equipes       | Pts | J | V | E | D | GP | GC | SG  |
| ---- | ------------- | --- | - | - | - | - | -- | -- | --- |
| 1    | Internacional | 17  | 8 | 6 | 0 | 2 | 19 | 6  | +13 |
| 2    | Corinthians   | 14  | 8 | 5 | 2 | 1 | 12 | 5  | +7  |
| 3    | Ponte Preta   | 11  | 8 | 5 | 0 | 3 | 7  | 6  | +1  |
| 4    | Coritiba      | 10  | 8 | 4 | 1 | 3 | 8  | 8  | 0   |
| 5    | Palmeiras     | 9   | 8 | 2 | 4 | 2 | 10 | 8  | +2  |
| 6    | Caxias        | 8   | 8 | 3 | 1 | 4 | 10 | 12 | –2  |
| 7    | Botafogo-SP   | 7   | 8 | 3 | 0 | 5 | 8  | 13 | –5  |
| 8    | Santa Cruz    | 7   | 8 | 2 | 2 | 4 | 14 | 20 | –6  |
| 9    | Portuguesa    | 2   | 8 | 0 | 2 | 6 | 7  | 17 | –10 |

### Grupo R
| Pos. | Equipes          | Pts | J | V | E | D | GP | GC | SG |
| ---- | ---------------- | --- | - | - | - | - | -- | -- | -- |
| 1    | Fluminense       | 15  | 8 | 6 | 1 | 1 | 13 | 6  | +7 |
| 2    | Atlético Mineiro | 14  | 8 | 4 | 2 | 2 | 13 | 4  | +9 |
| 3    | Flamengo         | 13  | 8 | 4 | 2 | 2 | 14 | 7  | +7 |
| 4    | Vasco da Gama    | 10  | 8 | 4 | 1 | 3 | 9  | 12 | –3 |
| 5    | Guarani          | 9   | 8 | 3 | 2 | 3 | 11 | 11 | 0  |
| 6    | Náutico          | 8   | 8 | 2 | 2 | 4 | 8  | 12 | –4 |
| 7    | Grêmio           | 7   | 8 | 2 | 2 | 4 | 10 | 14 | –4 |
| 8    | Bahia            | 7   | 8 | 2 | 3 | 3 | 8  | 12 | –4 |
| 9    | CRB              | 4   | 8 | 1 | 1 | 6 | 7  | 15 | –8 |

## Fase final
|  | Semifinais       | Semifinais       | Semifinais    |               |             | Final       | Final | Final |  |
|  |                  |                  |               |               |             |             |       |       |  |
|  | Fluminense       | Fluminense       | 1             |               |             |             |       |       |  |
|  | Fluminense       | Fluminense       | 1             |               |             |             |       |       |  |
|  | Corinthians      | Corinthians      | 1             |               |             |             |       |       |  |
|  | Corinthians      | Corinthians      | 1             |               | Corinthians | Corinthians | 0     |       |  |
|  |                  |                  |               |               | Corinthians | Corinthians | 0     |       |  |
|  |                  |                  | Internacional | Internacional | 2           |             |       |       |  |
|  | Internacional    | Internacional    | Internacional | Internacional | 2           | 2           |       |       |  |
|  | Internacional    | Internacional    |               |               |             |             |       |       |  |
|  | Atlético Mineiro | Atlético Mineiro | 1             |               |             |             |       |       |  |

### Semifinais
Foi o ano em que uma semifinal ficou marcada pela chamada "Invasão Corintiana", quando 70 mil torcedores estiveram torcendo para o Corinthians no Maracanã, entre corinthianos e torcedores de clubes rivais do Fluminense, com um público de mais de 146 mil. O Fluminense tinha a "Máquina Tricolor", uma grande equipe de futebol. O então presidente tricolor, Francisco Horta, mandou 52.000 ingressos para São Paulo e 10 mil foram devolvidos, sentenciou que a torcida do Corinthians não viria ao Rio, mesmo que enviasse metade dos ingressos, incentivando os rivais, que vieram em peso ao Maracanã, lotando metade do anel superior. O placar foi 1 a 1 e o Corinthians ganhou nos pênaltis.
Enquanto isso, no mesmo dia 5 de dezembro, em Porto Alegre, era disputada a outra semifinal do Campeonato, entre Internacional e Atlético-MG, sob um calor de 39 graus. O Atlético saiu na frente, com gol de Vantuir aos 30 minutos do primeiro tempo. O Internacional só foi empatar aos 28 do segundo tempo, através de Batista. No último minuto, quando o jogo já se encaminhava para a prorrogação, Dario levantou a bola na entrada da área para Escurinho, que trocou três passes de cabeça com Falcão, até que este chutou desviando do goleiro Ortiz.
| 5 de dezembro | Internacional            | 2 – 1 | Atlético Mineiro | Beira-Rio, Porto Alegre                                              |
|               | Batista 73' · Falcão 90' |       | Vantuir 30'      | Público: 59 800 Renda: Cr$ 1.745.000,00 Árbitro: PE Sebastião Rufino |

Internacional: Manga; Zé Maria (Escurinho ), Figueroa, Marinho e Vacaria; Caçapava , Batista e Falcão ; Jair, Dario e Lula. Técnico: Rubens Minelli
Atlético Mineiro: Ortiz; Alves, Márcio, Vantuir e Dionísio; Toninho Cerezo e Heleno ; Cafuringa, Paulo Isidoro , Marcelo e Bozó. Técnico: Barbatana
| 5 de dezembro | Fluminense   | 1 – 1 | Corinthians | Maracanã, Rio de Janeiro                                         |
|               | Pintinho 18' | [a]   | Ruço 29'    | Público: 146 043 Renda: Cr$ 4.027.250,00 Árbitro: BA Saul Mendes |

|                                               |     | Penalidades                   |  |
| Rodrigues Neto: Carlos Alberto Torres: Doval: | 1–4 | Neca: Ruço: Moisés: Zé Maria: |  |

Fluminense: Renato; Rubens Galaxe, Carlos Alberto Torres, Edinho, Rodrigues Neto , Carlos Alberto Pintinho, Cléber (Erivelto), Gil, Doval, Rivelino e Dirceu. Técnico: Mário Travaglini
Corinthians: Tobias; Zé Maria, Moisés , Zé Eduardo, Wladimir, Givanildo (Basílio), Ruço , Vaguinho , Geraldão (Lance), Neca e Romeu. Técnico: Duque
- a. ^  O jogo terminou 1 a 1 no tempo normal e 0 a 0 na prorrogação.

### Final
| 12 de dezembro | Internacional             | 2 – 0 | Corinthians | Beira-Rio, Porto Alegre                                                 |
| 17:00          | Dario 29' · Valdomiro 57' |       |             | Público: 84 000 Renda: Cr$ 3.200.795,00 Árbitro: RJ José Roberto Wright |

Internacional: Manga ; Cláudio, Figueroa, Marinho Peres  e Vacaria; Caçapava, Falcão  e Batista; Valdomiro, Dario e Lula. Técnico: Rubens Minelli
Corinthians: Tobias; Zé Maria, Moisés, Zé Eduardo e Wladmir; Givanildo , Ruço  e Neca; Vaguinho, Geraldão e Romeu Cambalhota. Técnico: Duque

## Premiação
| Campeonato Brasileiro de Futebol de 1976 |
| Rio Grande do Sul                        |
| ---------------------------------------- |
| Internacional Campeão (2º título)        |

## Classificação final
- Três pontos por vitória com diferença igual ou superior a dois gols e dois pontos por vitória para os demais.
| Pos | Equipe                 | Pts | J  | V  | E | D  | PE | GF | GC | SG  |
| --- | ---------------------- | --- | -- | -- | - | -- | -- | -- | -- | --- |
| 1.  | Internacional          | 55  | 23 | 19 | 1 | 3  | 16 | 59 | 13 | +46 |
| 2.  | Corinthians            | 38  | 23 | 13 | 6 | 4  | 6  | 31 | 17 | +14 |
| 3.  | Atlético Mineiro       | 37  | 22 | 11 | 7 | 4  | 8  | 40 | 18 | +22 |
| 4.  | Fluminense             | 35  | 22 | 11 | 7 | 4  | 6  | 34 | 19 | +15 |
| 5.  | Flamengo               | 41  | 21 | 14 | 3 | 4  | 10 | 48 | 15 | +33 |
| 6.  | Grêmio                 | 33  | 21 | 11 | 5 | 5  | 6  | 31 | 20 | +11 |
| 7.  | Palmeiras              | 31  | 21 | 10 | 7 | 4  | 4  | 24 | 11 | +13 |
| 8.  | Bahia                  | 31  | 21 | 9  | 8 | 4  | 5  | 27 | 17 | +10 |
| 9.  | Coritiba               | 29  | 21 | 11 | 4 | 6  | 3  | 22 | 17 | +5  |
| 10. | Guarani                | 29  | 21 | 8  | 8 | 5  | 5  | 29 | 19 | +10 |
| 11. | Santa Cruz             | 28  | 21 | 9  | 5 | 7  | 5  | 32 | 32 | 0   |
| 12. | Vasco da Gama          | 27  | 20 | 11 | 2 | 7  | 3  | 27 | 28 | –1  |
| 13. | Botafogo-SP            | 27  | 21 | 9  | 4 | 8  | 5  | 26 | 24 | +2  |
| 14. | Ponte Preta            | 26  | 20 | 8  | 6 | 6  | 4  | 23 | 16 | +7  |
| 15. | Caxias                 | 25  | 20 | 8  | 5 | 7  | 4  | 23 | 18 | +5  |
| 16. | Náutico                | 22  | 20 | 6  | 6 | 8  | 4  | 22 | 23 | –1  |
| 17. | CRB                    | 17  | 20 | 5  | 4 | 11 | 3  | 18 | 32 | –14 |
| 18. | Portuguesa             | 17  | 20 | 4  | 6 | 10 | 3  | 22 | 28 | –6  |
| 19. | Botafogo               | 18  | 13 | 6  | 3 | 4  | 3  | 17 | 13 | +4  |
| 20. | America                | 18  | 13 | 5  | 5 | 3  | 3  | 14 | 12 | +2  |
| 21. | Santos                 | 18  | 13 | 6  | 5 | 2  | 1  | 14 | 10 | +4  |
| 22. | Fortaleza              | 17  | 13 | 5  | 5 | 3  | 2  | 17 | 13 | +4  |
| 23. | Operário-MS            | 17  | 13 | 4  | 6 | 3  | 3  | 16 | 13 | +3  |
| 24. | Vitória                | 16  | 13 | 5  | 2 | 6  | 4  | 13 | 19 | –6  |
| 25. | São Paulo              | 15  | 13 | 4  | 4 | 5  | 3  | 15 | 13 | +2  |
| 26. | Atlético Paranaense    | 14  | 13 | 4  | 4 | 5  | 2  | 11 | 13 | –2  |
| 27. | Goiás                  | 14  | 13 | 4  | 5 | 4  | 1  | 13 | 16 | –3  |
| 28. | Remo                   | 13  | 13 | 3  | 4 | 6  | 3  | 15 | 17 | –2  |
| 29. | América de Natal       | 13  | 13 | 3  | 6 | 4  | 1  | 10 | 12 | –2  |
| 30. | Sport                  | 12  | 13 | 5  | 1 | 7  | 1  | 8  | 11 | –3  |
| 31. | Cruzeiro               | 19  | 12 | 6  | 5 | 1  | 2  | 15 | 7  | +8  |
| 32. | Botafogo-PB            | 16  | 12 | 5  | 4 | 3  | 3  | 16 | 14 | +2  |
| 33. | Mixto                  | 15  | 12 | 5  | 2 | 5  | 3  | 18 | 14 | +4  |
| 34. | Volta Redonda          | 13  | 12 | 3  | 6 | 3  | 1  | 11 | 13 | –2  |
| 35. | Paysandu               | 13  | 12 | 4  | 3 | 5  | 2  | 12 | 19 | –7  |
| 36. | Avaí                   | 12  | 12 | 4  | 3 | 5  | 1  | 7  | 11 | –4  |
| 37. | Nacional-AM            | 11  | 12 | 3  | 5 | 4  | 0  | 9  | 17 | –8  |
| 38. | Flamengo-PI            | 11  | 12 | 2  | 6 | 4  | 1  | 10 | 16 | –6  |
| 39. | Americano              | 10  | 12 | 3  | 3 | 6  | 1  | 15 | 18 | –3  |
| 40. | Rio Negro-AM           | 10  | 12 | 2  | 5 | 5  | 1  | 8  | 14 | –6  |
| 41. | CSA                    | 9   | 12 | 2  | 5 | 5  | 0  | 14 | 19 | –5  |
| 42. | Confiança              | 9   | 12 | 3  | 3 | 6  | 0  | 8  | 19 | –11 |
| 43. | Uberaba                | 9   | 12 | 3  | 3 | 6  | 0  | 7  | 13 | –6  |
| 44. | Sampaio Corrêa         | 9   | 12 | 2  | 3 | 7  | 2  | 10 | 29 | –19 |
| 45. | Figueirense            | 8   | 12 | 3  | 1 | 8  | 1  | 7  | 25 | –18 |
| 46. | Fluminense de Feira    | 8   | 12 | 2  | 3 | 7  | 1  | 10 | 18 | –8  |
| 47. | Goiânia                | 8   | 12 | 2  | 3 | 7  | 1  | 15 | 31 | –16 |
| 48. | Londrina               | 7   | 12 | 2  | 3 | 7  | 0  | 8  | 16 | –8  |
| 49. | América Mineiro        | 7   | 12 | 2  | 2 | 8  | 1  | 12 | 19 | –7  |
| 50. | ABC                    | 7   | 12 | 1  | 4 | 7  | 1  | 11 | 18 | –7  |
| 51. | Ceará                  | 7   | 12 | 1  | 5 | 6  | 0  | 5  | 13 | –8  |
| 52. | Rio Branco-ES          | 7   | 12 | 2  | 3 | 7  | 0  | 5  | 15 | –10 |
| 53. | Desportiva Ferroviária | 6   | 12 | 2  | 2 | 8  | 0  | 6  | 19 | –13 |
| 54. | Treze                  | 6   | 12 | 3  | 0 | 9  | 0  | 9  | 23 | –14 |

- PE: Pontos Extras, obtidos cada vez que uma equipe vencia uma partida por 2 ou mais gols de diferença (com exceção das semifinais e final).

## Estatísticas

### Artilharia
| Gols | Jogador          | Time          |
| ---- | ---------------- | ------------- |
| 16   | Dario            | Internacional |
| 14   | Narciso Doval    | Fluminense    |
| 14   | Zico             | Flamengo      |
| 13   | Luisinho         | Flamengo      |
| 12   | Roberto Dinamite | Vasco da Gama |
| 11   | André Catimba    | Guarani       |
| 11   | Valdomiro        | Internacional |
| 10   | Bebeto           | Caxias        |
| 10   | Neca             | Corinthians   |
| 10   | Nunes            | Santa Cruz    |

### Renda
| Fase          | Renda              |
| ------------- | ------------------ |
| Primeira fase | Cr$ 55.754.776,50  |
| Segunda fase  | Cr$ 31.937.754,00  |
| Terceira fase | Cr$ 32.103.126,00  |
| Fase final    | Cr$ 8.873.495,00   |
| Total         | Cr$ 128.669.151,50 |

## Maiores públicos
- Públicos pagantes.

| Nº | Público | Mandante         | Placar | Visitante     | Estádio  | Data           | Fase      |
| -- | ------- | ---------------- | ------ | ------------- | -------- | -------------- | --------- |
| 1  | 146 043 | Fluminense       | 1–1    | Corinthians   | Maracanã | 5 de dezembro  | Semifinal |
| 2  | 113 286 | Corinthians      | 2–1    | Internacional | Morumbi  | 21 de novembro | Terceira  |
| 3  | 109 919 | Fluminense       | 1–0    | Flamengo      | Maracanã | 7 de novembro  | Terceira  |
| 4  | 102 531 | Atlético Mineiro | 0–0    | Fluminense    | Mineirão | 21 de novembro | Terceira  |
| 5  | 86 013  | Corinthians      | 0–0    | Palmeiras     | Morumbi  | 7 de novembro  | Terceira  |

Fonte: Acervo Folha

### Seleção do campeonato
| Pos. | Jogador          | Clube            |
| ---- | ---------------- | ---------------- |
| G    | Manga            | Internacional    |
| Z    | Figueroa         | Internacional    |
| Z    | Beto Fuscão      | Grêmio           |
| LD   | Perivaldo        | Bahia            |
| LE   | Wladimir         | Corinthians      |
| V    | Toninho Cerezo   | Atlético Mineiro |
| M    | Paulo Cézar Caju | Fluminense       |
| M    | Paulo Isidoro    | Atlético Mineiro |
| A    | Valdomiro        | Internacional    |
| A    | Doval            | Fluminense       |
| A    | Lula             | Internacional    |